# Бо, Армандо (младший)
Арма́ндо Бо (младший) (исп. Armando Bó (nieto) часто просто Арма́ндо Бо (исп. Armando Bó; род. 9 декабря 1978, Буэнос-Айрес) — аргентинский сценарист и режиссёр, лауреат многочисленных премий, в том числе — премий «Оскар» и «Золотой глобус».

## Биография
Родился 9 декабря 1978 года в столице Аргентины  городе Буэнос-Айресе. Отец — актёр Виктор Боes, мать - Чиа Слай. Получил имя в честь деда по отцовской линии — кинорежиссёра и актёра Бо, Армандо (старший).
Учился в частной средней школе в районе Бельграно в Буэнос-Айресе. В возрасте 12 лет снялся в небольшой роли в фильме Ya no hay hombres, продюсером которого был его отец, а также в некоторых рекламных роликах. В 1997 году принял участие в игровом телешоу Teleganas аргентинского телеканала ATC. Позднее устроился в компанию по производству рекламных фильмов, работая в качестве подсобного рабочего без оплаты. 
Получил образование в области кино в Нью-Йоркской киноакадемии в США. 
После окончания обучения вернулся в Аргентину, где работал в различных качествах на производстве более 120 рекламных роликов, за которые получил несколько наград. В 2005 году основал собственную продюсерскую компанию Rebolución с офисами в Аргентине и Бразилии.
С 2010 года в большом кино. Его первой работой стал сценарий для фильма «Бьютифул» мексиканского режиссёра Алехандро Гонсалеса Иньярриту. В 2011 году участвовал в качестве режиссёра и сценариста в работе над фильмом Последний Элвис, за который вместе со своим двоюродным братом Николасом Джакобоне получил в 2013 году премию «Серебряный кондор» за лучший оригинальный сценарий.
В 2014 году работал в качестве сценариста над фильмом Алехандро Гонсалеса Иньярриту «Бёрдмэн», за который на следующий год вместе с Иньярриту, Джакобоне и Александром Динеларисом (младший) получил премии «Оскар (кинопремия)» и Золотой глобус» за лучший оригинальный сценарий.
В январе 2015 года он покинул Буэнос-Айрес и поселился на постоянное место жительства в Лос-Анджелесе, штат Калифорния, США. Женат на Лусиане Марти, профессиональном художнике по костюмам, у них двое детей.

## Фильмография
- Бьютифул / Biutiful (2010)
- Последний Элвис / El último Elvis (2011)
- Бёрдмэн / Birdman (2014)
- Животное[исп.] / Animal (2018)
- Президент[исп.] / El presidente (киносериал, 2020)